# Сакова, Дениса
Де́ниса Сакова́ (словац. Denisa Saková; род. 17 апреля 1976, Нитра) — словацкий политический и государственный деятель. Заместитель председателя партии «Голос — социальная демократия». Заместитель председателя правительства и министр экономики Словакии с 25 октября 2023 года. В прошлом — министр внутренних дел Словакии (2018—2020).

## Биография
Родилась 17 апреля 1976 года в городе Нитра Западно-Словацкой области Чехословакии.
Окончила гимназию имени Эугена Гудерны в городе Нитра. В 1994 году поступила и в 1999 году окончила экономический факультет Экономического университета в Братиславе по специальности «финансовый менеджмент», организация денежно-кредитного регулирования». В 2006 году там же получила докторскую степень в области страхового дела.
С 1998 года работала консультантом в компании DELTA E. S. в Братиславе, занимающейся продажей компьютеров и программного обеспечения. В 2001—2003 годах работала в международной консалтиноговой компании Cap Gemini Ernst & Young (ныне Capgemini) в Братиславе. В 2003—2007 годах — директор отдела прикладных программных средств в E.ON IT Slovakia, дочерней компании E.ON.
В 2007—2010 годах — генеральный директор отдела информационных технологий, телекоммуникаций и безопасности Министерства внутренних дел Словацкой Республики. В её обязанности входила подготовка к Шенгенской информационной системе.
В 2011—2012 годах снова работала директором отдела координации обслуживания в E.ON IT Slovakia.
В 2012 году назначена начальником департамента обслуживания Министерства внутренних дел Словацкой Республики. В её обязанности входила реализация правительственной программы об эффективной, надёжной и открытой государственной администрации, неофициально известной как реформа «ESO» (Efektívna, spoľahlivá a otvorená verejná správa).

## Политическая карьера
По результатам парламентских выборов 2016 года избрана депутатом Национального совета Словакии от партии «Направление — социальная демократия».
В 2016 году назначена государственным секретарём Министерства внутренних дел Словацкой Республики.
17 апреля 2018 года министр внутренних дел Словакии Томаш Друкер ушёл в отставку после отказа уволить начальника полиции Тибора Гашпара, чего требовали протестующие после убийства журналиста Яна Куцяка. Временно исполняющим его обязанности стал премьер-министр Петер Пеллегрини («Направление — социальная демократия»). 26 апреля президент Словакии Андрей Киска назначил Денису Сакову новым министром внутренних дел Словакии в правительстве. Правительство ушло в отставку 20 марта 2020 года.
По результатам парламентских выборов 2020 года вновь избрана депутатом Национального совета Словакии от партии «Направление — социальная демократия», получила 144 100 голосов, стала 7-й по числу персональных голосов. После парламентских выборов 2020 года Петер Пеллегрини покинул партию «Направление — социальная демократия» и основал партию «Голос — социальная демократия». Дениса Сакова избрана заместителем председателя партии.
На парламентских выборах 2023 года баллотировалась от партии «Голос — социальная демократия», получила 168 453 голосов, стала 8-й по числу персональных голосов. После назначения в правительство её мандат перешёл к Самуэлю Мигалю (Samuel Migaľ).
25 октября 2023 года назначена заместителем председателя правительства и министром экономики Словакии в правительстве под руководством премьер-министра Роберта Фицо («Направление — социальная демократия»).